# Henning Dedekind
Henning Dedekind (* 30. Dezember 1562 in Neustadt am Rübenberge; † 28. Juli 1626 in Gebesee) war ein deutscher Komponist.
Aus seiner Familie stammten und stammen etliche Musiker, Dichter und Komponisten. Der Komponist und Dichter Constantin Christian Dedekind sowie der Kantor Andreas Christian Dedekind waren seine Enkel. Henning Dedekind war zunächst Kantor und Diakon in Langensalza und übernahm ab 1615 die Pfarrstelle in Gebesee.
Er schuf im Wesentlichen Vokalwerke, darunter auch eine sechsstimmige Messe, von der aber nur das Kyrie und das Gloria erhalten sind. Daneben verfasste er auch Werke zu Lehr- und Unterrichtszwecken.